# Карамельный пудинг
Караме́льный пу́динг (фр. crème caramel или flan au caramel) или флан (исп. flan) — десертное блюдо, приготовленное из яиц, сахара, молока и других ингредиентов и политое карамелью. Обычно ассоциируется с Испанией. В Испании и Португалии является стандартным десертом. В Англии и Франции «фланом» называют два разных блюда: 1. карамельный пудинг и 2. открытую выпечку или бисквит (обычно круглую) с фруктами, кремом или сыром наверху (см. флан). В испаноязычных и португалоязычных странах (Испании и Португалии, где он является обычным десертом, Мексике и т. д.) «флан» имеет одно значение — только карамельный пудинг.

## История
Британский кулинарный историк Алан Дэвидсон (1924—2003) писал:
Во второй половине XX века карамельный пудинг занял чрезмерно большое место в десертных меню европейских ресторанов. Вероятно, из-за того, что рестораторам было удобно иметь возможность приготовить заранее большое количество пудингов и хранить до тех пор, пока они не понадобятся
В XXI веке в Британии популярность карамельного пудинга сошла на нет. По этому поводу Фелисити Клоук написала в своей статье на сайте британской газеты The Guardian в 2015 году: «Когда упоминаешь карамельный пудинг, у людей немного туманится в глазах. Кажется, что никто ни разу не ел его после 1989 года, но, тем не менее, время не иссушило их энтузиазм по поводу этого мягко покачивающегося французского десерта. Исчезновение карамельного пудинга из (британского) национального рациона, кажется, может быть объяснено его былой вездесущностью».

## Описание
Плотность крема в карамельном пудинге зависит от количества яичных белков. Печётся карамельный пудинг в духовке при умеренной температуре. В вышеуказанной статье в The Guardian пудинг советуют вынимать, когда в центре есть скорее «небольшая дрожь», чем «явное качание».
Для украшения пудинга обычно используется стандартная карамель, то есть растопленный сахар с небольшим количеством воды, доведённый до тёмно-золотистого цвета.